# Glosa (Plansprache)
Glosa ist eine modifizierte Version des Plansprachenprojektes Interglossa, das 1943 von Lancelot Hogben, Ronald Clark und Wendy Ashby entwickelt wurde.

## Struktur
Glosa sollte eine isolierende Sprache ohne Flexionen werden. Grammatische Funktionen werden von Operatorwörtern und der Syntax übernommen. Dasselbe Wort in Glosa kann als Verb, Substantiv, Adjektiv oder Präposition fungieren. Die Wörter stammen aus dem Lateinischen und Griechischen. Die Aussprache ist regelmäßig und orientiert sich an der italienischen. Geschrieben wird mit dem lateinischen Alphabet ohne Sonderzeichen, Vokal- oder Konsonantenverdoppelungen.

## Wortschatz
Glosa hat einen Basiswortschatz von 1000 Wörtern (Glosa 1000, Centra Glosa) und einen erweiterten Wortschatz mit etwa 6000 Wörtern (Glosa 6000, Mega Glosa).

## Beispiele
| - u feli = eine Katze, die Katze - plu feli = Katzen - poli feli = viele Katzen |
| - medika-pe = Arzt oder Ärztin - medika-fe = Ärztin - medika-an = männlicher Arzt |
| - Fe ki ad urba. = Sie geht in die Stadt. - Fe nu ki ad urba. = Sie geht jetzt in die Stadt. - Fe fu ki ad urba. = Sie wird in die Stadt gehen. - Fe pa ki ad urba. = Sie ging in die Stadt. |
| - Tu debi auxi fe! = Du solltest ihr helfen! - Fe pote gresi. = Sie kann gehen. - Qe fe pote gresi? = Kann sie gehen? - An pa pote dromo e salta. = Er konnte laufen und springen. - Qe mu pote salta? = Können sie springen? - U makina funktio bene. = Die Maschine funktioniert gut. - Ne pote detekti u defekti. = Kann den Fehler nicht finden. |
| - Ave! = Hallo! - Place! = Bitte! - Gratia de tu grama. = Danke für deinen Brief. - Vale! = Leb wohl! - Pardo! = Entschuldige! |
| - 1 mo - 2 bi - 3 tri - 4 tet(ra) - 5 pen(ta) - 6 six - 7 se(p)ti - 8 ok(to) - 9 nona - 10 dek(a) - 100 centi - 1000 kilo |

## Sonstiges
Der Name des deutschen Dance-Musikprojektes Fragma leitet sich aus der Plansprache Glosa ab und bedeutet „Unterteilung“ oder „Zaun“.